# موتور عبدالناصر کلکلی
موتور عبدالناصر کلکلی یک منطقهٔ مسکونی در ایران است که در دهستان حومه (ایرانشهر) واقع شده‌است. موتور عبدالناصر کلکلی ۴۸ نفر جمعیت دارد.